# Cecropia kavanayensis
Cecropia kavanayensis är en nässelväxtart som beskrevs av José Cuatrecasas. Cecropia kavanayensis ingår i släktet Cecropia och familjen nässelväxter. Inga underarter finns listade i Catalogue of Life.